# Blauwe bogen
Blauwe bogen (Engels: Purkyně's blue arcs, of Purkinje's blue arcs) is een entoptisch verschijnsel dat optreedt tijdens het kijken naar een heldere roodkleurige puntvormige lichtbron omringd door duisternis. Dit verschijnsel was ontdekt en beschreven door Jan Evangelista Purkyně (1787-1869).

## Verschijningsvorm van de blauwe bogen
De blauwe bogen zien eruit als vage (niet vast-omlijnde) boogvormige stroken van een grijsblauwachtige kleur, vertrekkend vanuit de puntvormige roodkleurige lichtbron tot aan de locaties van de blinde vlekken van beide ogen. Elk van de twee ogen heeft een eigen veld waarin de blauwe boog te zien is. Het linkeroog ziet de blauwe boog links van de puntvormige roodkleurige lichtbron, het rechteroog ziet de blauwe boog aan de rechterkant.

## Het Mädler fenomeen
Tijdens het telescopisch waarnemen van de heldere planeet Venus ontdekte de Duitse astronoom Johann Heinrich von Mädler op 7 april 1833 een stelsel wazige komeetstaart-achtige stralen vertrekkend vanuit de sikkel van Venus. Mädler nam een equivalent van het entoptisch verschijnsel blauwe bogen waar, wat meteen aangeeft dat betreffend verschijnsel ook bij helderwitte lichtbronnen kan worden waargenomen, zoals de heldere planeet Venus. Een telescoop op een onvaste opstelling kan het waargenomen beeld van Venus doen dansen, hetgeen ertoe bijdraagt dat het entoptisch verschijnsel blauwe bogen des te beter zal worden gezien.

## Ontstaanswijze van de blauwe bogen
Gedurende het waarnemen van een heldere roodkleurige puntvormige lichtbron wordt de zenuwprikkel langs het netvlies naar de oogzenuw doorgegeven.

## Verbeterde zichtbaarheid van de blauwe bogen
De zichtbaarheid van de blauwe bogen kan verbeterd worden door de blikrichting afwisselend een weinig boven en een weinig onder de puntvormige lichtbron te plaatsen, waarbij de bogen voortdurend hun vormen veranderen.

## Rode laserpen
Vrijwel de beste methode om de blauwe bogen te bestuderen verkrijgt men met behulp van een rode laserpen. Het heldere puntvormige rode lichtvlekje, geprojecteerd op een wit oppervlak, kan naar believen van positie veranderd worden, waarbij de blauwe bogen allerlei grillige vormen aannemen.